# Žamantuz (Pavlodarská oblast)
Žamantuz nebo Džamantuz (rusky Жамантуз) je jezero v Pavlodarské oblasti v Kazachstánu. Rozloha se pohybuje mezi 2,3 a 16 km².

## Vodní režim
Jeho rozloha je ovlivňována silným kolísáním hladiny. Závisí na přítoku vody a jejím odpařování.

## Vlastnosti vody
Voda je hořkoslaná.